# Searching For Bill
|  | Denne artikel er oprettet af botten PalnaBot ud fra en ekstern database. Den kan derfor have sproglige fejl eller mangler. Denne skabelon kan fjernes efter kontrol af indholdet. |

Searching For Bill er en dokumentarfilm fra 2013 instrueret af Jonas Poher Rasmussen efter manuskript af Jonas Poher Rasmussen og David B. Sørensen.

## Handling
Bob Maser bor i en trailerpark udenfor New Orleans. Hans bil er blevet stjålet af en svindler ved navn Bill, men bliver fundet igen i Detroit. Bob beslutter sig for at efterlade sin familie derhjemme og hente bilen. I bilen finder han Bills gamle notesbog, der er fyldt med mærkelig tekster og tegninger, navne, adresser på dem, han har narret på sin vej. Bob beslutter sig for at tage ud for at finde Bill og søge retfærdighed i stedet for at tage hjem. Rejsen tager ham gennem hele USA og ud til kysten på den anden side. På vejen møder han andre rejsende, hvis skæbner han genkender. Alle har de mistet. Alle leder de efter en ny vej og et andet liv - i et land under pres.